# Katharinenhof (Bismark)
Katharinenhof ist ein Wohnplatz im Ortsteil Möllenbeck in der Ortschaft Dobberkau der Gemeinde Bismark (Altmark) im Landkreis Stendal in Sachsen-Anhalt.

## Geografie
Katharinenhof, ein kleiner Wohnplatz, liegt etwa einen Kilometer nordöstlich von Möllenbeck und 12 Kilometer südwestlich der Stadt Osterburg (Altmark) im Norden der Altmark.

## Geschichte
Im Jahre 2003 war der Wohnplatz bereits vorhanden, war aber nicht benannt. Es ist zu vermuten, dass der Wohnplatz im Jahre 2006 „An den Schroden“ hieß.
Im November 2008 hieß der Wohnplatz bereits „Katharinenhof“. Die Inhaber des Betriebes „Katharinenhof GmbH“, der vorher ab 2009 in St. Ludgeri-Südschacht in der Gemeinde Wolsdorf firmierte, verlagerten die Firma im November 2011 in diesen Wohnplatz Katharinenhof.

## Wirtschaft
Auf dem Katharinenhof ist ein Marktfruchtbetrieb tätig, der Getreide, Raps, Silomais, Ackerbohnen, Zuckerrüben sowie Gräser zur Vermehrung anbaut.